# Edmond Caze
Pour les articles homonymes, voir Caze.
Edmond-Marie-Justin Caze, né le 16 septembre 1839 à Toulouse et mort le 10 septembre 1907 à Toutens, est un avocat, docteur en droit, président de la Société nationale d'agriculture, président de l'administration des chemins de fer et homme politique français.

## Biographie
Il est le fils d'Adolphe Léger François Eléonore Louis Caze (1798-1868) ainsi que le cousin germain de l'écrivain Robert Caze.
Élu député de la Haute-Garonne de 1876 à 1885, puis de 1889 à 1906, il devient sénateur du même département en 1906. Il est sous-secrétaire d'État à l'Agriculture du 16 mai 1878 au 3 février 1879 dans le Gouvernement Léon Gambetta.
Il a été aussi conseiller général du canton de Fronton et maire de Toutens. Il acheta le château de Toutens vers 1860 et y vécut le reste de sa vie.
Inscrit au barreau de Toulouse et conseiller général de la Haute-Garonne, il se présenta comme candidat républicain aux élections législatives de 1876 et fut élu au second tour de scrutin, le 5 mars, député de l'arrondissement de Villefranche. Il siégea dans la majorité républicaine, fut l'un des 363 députés opposés en mai 1877 au gouvernement de Broglie, et sollicita le 14 octobre 1877  le renouvellement de son mandat, mais il échoua de 54 voix contre son ancien concurrent M. de Lamothe. L'élection ayant été annulée, la circonscription de Villefranche fut appelée une nouvelle fois aux urnes le 3 mars 1878 et Caze l'emporta - de Lamothe ne s'était pas représenté. 
Durant son mandat, Caze soutint le ministère Dufaure, vota pour l'amnistie partielle, pour l'invalidation de Blanqui, etc., et se représenta aux élections  du 21 août 1881 où il fut réélu. Il votera notamment pour les crédits de l'expédition au Tonkin mais contre l'élection des sénateurs au suffrage universel. Ses adversaires lui reprochèrent notamment  sa participation, comme administrateur, aux spéculations de diverses entreprises financières ou industrielles.
Edmond Caze, associé au baron Édouard Louis Joseph Empain, sera le promoteur de plusieurs compagnies françaises de chemins de fer secondaires, et notamment de la compagnie des Chemins de fer économiques du Nord, de la Compagnie du chemin de fer de Pau-Oloron-Mauléon et du tramway de Bayonne à Biarritz, ainsi que des Chemins de fer sur routes d'Algérie. 

## Distinctions
- Commandeur de l'ordre du Mérite agricole (1900)

## Sources
- « Edmond Caze », dans Adolphe Robert et Gaston Cougny, Dictionnaire des parlementaires français, Edgar Bourloton, 1889-1891 [détail de l’édition]
- « Edmond Caze », dans le Dictionnaire des parlementaires français (1889-1940), sous la direction de Jean Jolly, PUF, 1960 [détail de l’édition]